# 5671 Chanal
5671 Chanal è un asteroide della fascia principale. Scoperto nel 1985, presenta un'orbita caratterizzata da un semiasse maggiore pari a 2,6418338 UA e da un'eccentricità di 0,0872904, inclinata di 3,68671° rispetto all'eclittica.